# HTML5 Shiv
Sjoerd Visscher 所创造的HTML5 Shiv是JavaScript的一种备选方案。该方案在Internet Explorer 9版本中优先启用HTML5元素样式，但不允许使用没有由JavaScript定义过的元素样式。

## Internet Explorer的兼容性和使用的版本
Internet Explorer 9之前的版本几乎不支持HTML5元素和其它HTML5特性。
HTML5Shiv允许Internet Explorer 9之前的版本识别HTML5标记，并允许他们使用CSS样式。

## 使用示例
在HTML5网页中使用HTML5 Shiv非常简单，你可以选择安装或者不安装官方库。下面这段示例代码告诉大家如何在版本低于9的Internet Explorer浏览器中使用HTML5 Shiv。脚本应该包含在网页<head>元素中且任何的样式表之后。
```
<!DOCTYPE html>

<
html
>

 
<
head
>

  
<!--[if lt IE 9]>

  <script src="//cdnjs.cloudflare.com/ajax/libs/html5shiv/3.7.3/html5shiv.min.js"></script>

  <![endif]-->

 
</
head
>

 
<
body
>

 
</
body
>

</
html
>

```

您也可以使用GitHub库下载最新版本的HTML5 Shiv，直接包含在您的项目目录中。